# Geoscapheinae
Geoscapheinae es una subfamilia de insectos blatodeos de la familia Blaberidae. Esta subfamilia comprende 21 especies divididas en cuatro géneros.

## Géneros
Los cuatro géneros de la subfamilia Geoscapheinae son los siguientes:
- Geoscapheus
- Macropanesthia
- Neogeoscapheus
- Parapanesthia